# Borough United Football Club
Il Borough United Football Club era una società calcistica gallese con sede nella cittadina di Llandudno Junction, nel distretto di Conwy.

## Storia
Il club viene fondato nel 1954, dalla fusione di due squadre, Llandudno Junction e Conwy Borough, che si trovavano in difficoltà economiche.
Dopo una prima stagione poco soddisfacente, conclusa al 14º posto (su 18 squadre), la squadra si rinforza progressivamente, divenendo una delle formazioni più competitive della Welsh League North.
Nel 1958-1959 il Borough United si aggiudica il campionato settentrionale mettendo a segno 146 reti (sono emblematiche la vittoria esterna per 10-0 contro il Flint ed il 14-1 casalingo contro l'Holywell).
Dopo questa affermazione, il Borough United conclude al secondo, al terzo ed al sesto posto i seguenti tre campionati.
La stagione 1962-1963 è la più vincente della breve storia del club; in questa annata il Borough United, dopo aver partecipato alla FA Cup ed essersi spinto fino al terzo turno di qualificazione, vince per la seconda volta il campionato settentrionale (vincendo 27 incontri su 32), si aggiudica la Cookson Cup, la North Wales Coast Challenge Cup, e porta a casa soprattutto la Welsh Cup, battendo in finale il Newport County.
La vittoria nella coppa nazionale consente al club di accedere alla Coppa delle Coppe 1963-1964; in questa competizione i gallesi affrontano al primo turno la squadra maltese dello Sliema Wanderers. La gara d'andata, in casa degli isolani, allo stadio nazionale di Gżira, si conclude con un pareggio per 0-0, dopo una disavventura capitata ai giocatori del Borough; l'aereo che deve portare i giocatori a Malta ha un guasto al motore ed il viaggio dura ben 31 ore; al ritorno in Galles, i padroni di casa si impongono per 2-0 passando il turno. Agli ottavi di finale, l'avversario è lo Slovan Bratislava, squadra cecoslovacca. Entrambi gli incontri sono appannaggio di questi ultimi; per i gallesi l'avventura nella Coppa si conclude al secondo turno. Per l'occasione il club tessera diversi giocatori con trascorsi professionistici nei campionati inglesi (tra gli altri, Reg Hunter e Gerry Duffy).
Nella medesima stagione, il Borough United partecipa ancora alla FA Cup inglese, uscendo al secondo turno di qualificazione; in campionato mette a segno ben 134 reti, concludendo però al terzo posto finale. Nella Welsh Cup viene eliminato al quinto turno. Vince in compenso per il secondo anno consecutivo la North Wales Coast Challenge Cup.
Nel 1964-1965 il club partecipa nuovamente alla FA Cup inglese, uscendo al terzo turno di qualificazione; in campionato si piazza secondo; nella Welsh Cup esce ai quarti di finale dopo un doppio replay.
Nel 1965-1966 arriva un quinto posto in campionato, l'eliminazione dalla FA Cup inglese al terzo turno di qualificazione, un'eliminazione ai quarti della Welsh Cup e la sconfitta nella finale della North Wales Coast Challenge Cup per mano del Caernarfon Town.
Dopo la stagione 1966-1967, conclusa al quarto posto in campionato (e con dimenticabili esperienze in FA Cup e Welsh Cup), i proprietari del terreno di gioco Nant-y-Coed, un ordine cattolico irlandese, sfrattano la squadra. Senza campi in alternativa, dopo due anni di militanza nei campionati locali, il Borough United si scioglie nel 1969, dopo soli 15 anni di storia.

## Statistiche e record

### Borough United nelle Coppe europee
| Stagione | Competizione      | Turno       | Nazione                   | Avversario        | Andata | Ritorno | Totale |
| -------- | ----------------- | ----------- | ------------------------- | ----------------- | ------ | ------- | ------ |
| 1963-64  | Coppa delle Coppe | Primo turno | Malta (bandiera)          | Sliema Wanderers  | 0-0    | 2-0     | 2-0    |
|          |                   | Ottavi      | Cecoslovacchia (bandiera) | Slovan Bratislava | 0-1    | 0-3     | 0-4    |

In grassetto le gare casalinghe

## Palmarès

### Competizioni nazionali
- Coppa del Galles: 1

1962-1963

### Competizioni regionali
- North Wales League: 2

1958/59, 1962/63
- North Wales Coast Challenge Cup: 2

1962-1963, 1963-1964
- Cookson Cup: 1

1962-1963